# Campos Borges
Campos Borges is een gemeente in de Braziliaanse deelstaat Rio Grande do Sul. De gemeente telt 3.693 inwoners (schatting 2009).

## Aangrenzende gemeenten
De gemeente grenst aan Alto Alegre, Espumoso, Fortaleza dos Valos, Jacuizinho en Quinze de Novembro.